# 筆巖書院
筆巖書院（：／ Piram Seowon）位於韓國全羅南道長城郡，為一座朝鲜王朝時期（1392－1897年）建立的书院。筆巖書院創建於朝鮮宣祖二十三年（1590年），1975年4月被列為韓國指定史蹟第242號；2019年，筆巖書院與其他八座書院以「韓國新儒學書院」名稱登錄，成為韓國第14個世界遗产。

## 簡介

### 沿革
筆巖書院最初於朝鮮宣祖二十三年（1590年）由卞成溫（변성온）、奇孝諫（기효간）、邉以中（等人所創建，書院最初成立主要為了緬懷著名儒學家金鱗厚。金鱗厚曾任玉果縣監，并被列為東國十八賢之一，得以入祀孔廟。筆巖書院在萬曆朝鮮之役時，於朝鮮宣祖三十年（1597年）被燒毀，朝鮮仁祖二年（1624年）重建，朝鮮孝宗十年（1659年）獲君王贈與匾額，成為「賜額書院」。朝鮮高宗八年（1871年），興宣大院君下達書院撤廢令時，朝鮮全境僅保留47座書院，筆巖書院為其中之一。

### 建築
筆巖書院內的建築入口為作為休息處的廓然樓，上有宋時烈書寫的「廓然樓」牌匾；後方為講堂「清節堂」。清節堂的屋簷下有尹鳳九（1681－1767）書寫的「筆巖書院」牌匾，大廳則有宋浚吉書寫的「清風大節」牌匾，其引用自宋時烈所寫的神道碑文。講堂後方為祠堂「祐東祠」，祐東祠內北面祭祀金鱗厚，東面祭祀金鱗厚的女婿梁子澂（양자징，1523－1594）。祐東祠的東側是敬藏閣，內有列為韓國寶物第395號的「筆巖書院文籍一括」，為筆巖書院內部運作的相關文件；另外還有朝鮮仁宗賜予的墨竹圖的木刻板。筆巖書院於1975年4月列為韓國指定史蹟第242號，受到國家保護。

### 重要文化財
筆巖書院有1項韓國寶物：
| 韓國寶物編號 | 名稱             | 說明 |
| ------------ | ---------------- | --- |
| 587          | 筆巖書院文籍一括 | 筆巖書院內部運作的相關文件，共有14項。文件的年代由1624年至1900年，包括歷任書院院長、執教講師、學生的名錄；財產清產；政府核發文件等。 |

除了韓國寶物第587號之外，筆巖書院內還有2項地方性的全羅南道文化財。

## 世界遺產登錄
2019年6月至7月，第43屆世界遺產委員會會議於亞塞拜然首都巴庫召開，「韓國新儒學書院」項目經大會通過登錄為世界遺產，包括紹修書院、灆溪書院、玉山書院、陶山書院、筆巖書院、道東書院、屏山書院、武城書院、遯巖書院。筆巖書院編號為1498-005號。韓國的書院多為16至17世紀設立，負責講授性理學的教育設施。由於书院將韓國性理學相關文化與傳統妥善保存至今，符合世界遺產「具傑出普世價值」的條件，因而被選入世界遺產名錄。
该世界遗产被认为满足世界遺產登錄基準中的以下基準而予以登錄：
- （iii）呈现有关现存或者已经消失的文化传统、文明的独特或稀有之证据。[12]

| 世界遺產編號 | 名稱     | 所在地                      | 保護範圍 | 緩衝範圍  |
| ------------ | -------- | --------------------------- | -------- | --------- |
| 1498-005     | 筆巖書院 | 35°18'38.18"N 126°45'6.18"E | 1.38公頃 | 51.06公頃 |